# Klapa Sinj
Klapa Sinj jedna je od najdugovječnijih klapa i općenito glazbenih sastava u Hrvatskoj. Osnovana je 1982. godine u Sinju te otada neprekidno djeluje. Njeguje izvornu dalmatinsku pjesmu, ali i radi obrade novijih pjesama dalmatinskog kraja. Tijekom svoga djelovanja gostovala je na tri kontinenta, u Europi (Češka, Francuska, Italija, Mađarska, Njemačka, Portugal, Slovenija, Španjolska, Švicarska, Austrija), Africi (JAR) i Sjevernoj Americi (SAD). Svojim dugogodišnjim djelovanjem izdigla se do toga da je postala treća znamenitost grada Sinja, iza Gospe Sinjske i Sinjske Alke.
U svom dugogodišnjem radu osvojili su niz nagrada i priznanja među kojima su:
- 18 odličja na Omiškom festivalu,
- prvo mjesto na festivalu u Veroni 1997.,
- prvo mjesto za interpretaciju i ukupno drugo na Festivalu zbornog pjevanja u Pragu 1998.,
- prvo mjesto na "a cappella" natjecanju Bolzanu 2002.
Klapa je do sada snimila 6 nosača zvuka, a u izradi je upravo jedan dvostruki nosač zvuka s najvećim uspješnicama klape.